# Docirhynchus rectirostris
Docirhynchus rectirostris là một loài bọ cánh cứng trong họ Rhynchitidae. Loài này được Scudder miêu tả khoa học năm 1893.